# Castell de Castellfollit de Riubregós
El castell de Castellfollit o de Castellfollit de Riubregós és un castell i fortificació, al municipi de Castellfollit de Riubregós, a la comarca de l'Anoia aCatalunya. També se'l sol anomenar castell de Sant Esteve perquè hi havia un temple dedicat a aquest sant. És a cinc minuts caminant de la població. Actualment està força malmès, ja que els militars el van intentar destruir a consciència l'any 1822.

## Ubicació
Castellfollit està emplaçat en un estrep de les serres que cauen de l'altiplà de Calaf com a continuació de la Serra de Pinós al nord i la serra de Rubió al sud. El castell  a 500 metres d'altitud dominant la vall del Llobregós, que duu les seves aigües des de l'esmentat altiplà fins al Segre a l'altura de Ponts. Domina, doncs, el corredor que va permetre durant el regnat del comte Ramon Borrell (992-1017) l'allargament de la frontera comtal vers el sud dels Montsecs. Aquest fet esdevindria cabdal perquè marcava una frontera que els musulmans ja no creuarien terres amunt vers el Pallars, permetent que gairebé cent anys després s'acabés de consolidar amb la conquesta de Balaguer (1105), en temps de Ramon Berenguer III.

## Arquitectura

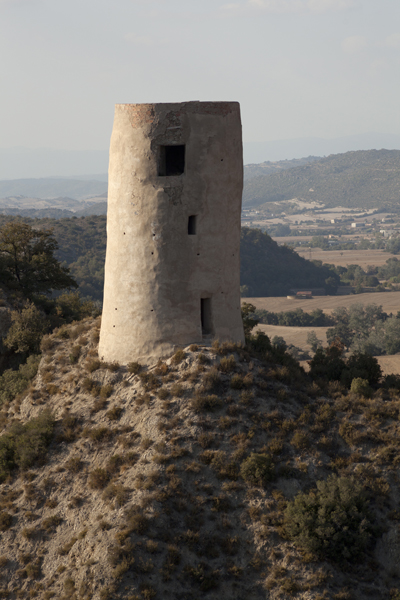
Torre del Ballester

### Una muralla i tres torres
Està construït sobre una carena, així que la base és un terreny irregular. Està envoltat d'un recinte emmurallat de 106 metres de perímetre, construït amb la tècnica de l'encofrat i la tàpia. La major part en continua dreta, si bé alguns trams estan en ruïnes. La muralla és la part més antiga del castell, va ser construïda fa més de mil anys, quan estava en poder dels musulmans. Està reforçada amb dues torres circulars parcialment conservades, l'una a l'extrem nord i l'altra a l'oposat. Una tercera torre de base quadrangular s'alça a la banda sud-oest. Està feta de morter de calç, terra i pedres, i fa 12 metres d'alçada. Totes tres són perfectament habitables. Originàriament, el castell havia tingut quatre torres com a mínim, la quarta està en runes i se'n poden veure els fonaments.

#### La torre del Ballester
La torre del Ballester, o d'en Balet, en mal estat de conservació, és situada dalt d'un turó al nord-oest, separada del castell per una clotada. De planta rodona, té uns 14,60 m d'alçària i un diàmetre extern de 8,5 m, amb un mur de 2,5 m de gruix. A l'interior, comprèn una planta baixa i dos pisos, separats amb voltes cupulars. L'accés als diferents nivells es fa per una graonada helicoidal encastada a la paret. Sobre la porta d'entrada, rectangular, podem veure dues obertures, l'una al primer pis i l'altra al segon, on també hi ha, encarada al nord, una espitllera i nombrosos forats. L'aparell, fet a base de pedruscall travat amb morter, com un encofrat, s'ha recobert amb un arrebossat, més ben conservat a l'interior. La torre del Raval, en un estat de conservació no gaire bo, s'aixeca al sud, en un pujol deslligat del castell per una depressió. Té uns 12 m d'alçària, amb una forma poligonal a l'exterior i trapezoïdal a l'interior. S'organitza a partir de tres pisos, coronats per un terrat emplaçat sobre l'últim sostre de la torre i fet amb unes peces de formigó soldades que formen una volta de mig punt.

### L'albacar
Al centre del recinte hi ha un albacar, un pati interior típic de la zona. És un espai força ampli sense construccions ni columnes al voltant.

### Les habitacions
En un nivell inferior, hi ha una gran sala rectangular coberta amb volta apuntada. Quatre arcades ogivals divideixen les cinc habitacions del castell. Hi ha parts malmeses i d'altres de ben conservades. Es nota que han rebut forts impactes.

### La presó
Entre aquestes estances, es troba una presó amb finestres enreixades. Aquesta dependència conserva les parets arrebossades de guix, calç i sorra sobre les quals hi ha unes pintures d'escenes de cavallers, festes i guerres. Els cavallers porten escuts d'armes recognoscibles, com ara el dels Cardona. També hi ha representades diferents armes, com l'espasa i la ballesta, i màquines de guerra com el fonèvol.

### El temple
Els documents sobre el castell testimonien l'existència d'un temple, com era costum que hi hagués als castells. Tot i això, aquest temple no s'ha trobat i es creu que realment ha desaparegut. Els primers testimonis del castell són de l'època dels musulmans, així que és possible que al principi estigués dedicat a algun personatge de la religió islàmica.

## Història del conjunt

### Etimologia
El lloc on està construït el castell rep el nom de Castellfollit, però si s'ateny a documents més antics veurem que no sempre s'ha anomenat així. Els primers documents que s'han trobat sobre el lloc daten de l'any 1039, on s'esmenta amb el nom Ipsa Folia, que en llatí vol dir 'aquestes mateixes fulles'. A partir del 1078 ja l'anomenen Fulliensis, un derivat de fulla amb característica de gentilici. Poc més tard fou Opidum Foritense (1082), 'la ciutat de les portes', així que se suposa que en convivien diversos noms. Documents de tres anys més tard ens el mostren com a Castrum Fuliense, 'el campament Fuliense, i al cap de nou anys surt anomenat Castrum Fulit. No és fins al 1130 que apareix com a Castel Follit, que més tard va esdevenir Castell Follit.

### Conflicte entre musulmans i cristians
No se sap res del cert sobre el bastiment del castell. Diversos trets de la construcció han fet pensar que la podrien haver dut a terme els musulmans o, si més no, ells el devien reformar. Durant aquest període, cristians i musulmans es disputaven les terres de l'Anoia i de tota Catalunya. El castell de Castellfollit es trobava en plena frontera entre els dos bàndols. Per aquesta raó, durant aquesta època, el castell va tenir importància històrica i, en diverses escomeses, va ser decisiu.
Els primers documents que en parlen són de l'any 1039, quan el castell, també conegut com a castell de Sant Esteve, pertanyia als castlans de Cervera. S'hi van celebrar diversos actes de vassallatge i diplomàcia. El darrer Cervera que en va ser propietari va ser Ponç II, castlà de Cervera i vescomte de Bas. Aquest noble va segrestar Almodis, germana del comte de Barcelona Ramon Berenguer IV. Per fer-se perdonar, Ponç va regalar el castell a Ramon Berenguer l'any 1148.
Aquí comença l'etapa en què la casa comtal de Barcelona tenia el domini del castell. A les acaballes del segle, diversos membres del llinatge de Malacara es van fer propietaris de la fortalesa. Després, cap als anys setanta del segle xiii, n'eren senyors els Cardona, ja que eren feudataris de la casa reial i el castell hi anava adjunt. L'any 1314, el vescomte de Cardona, Ramon Folc VI de Cardona, va fer el castell inseparable de les possessions del vescomtat. Poc més tard, els Sabater es van erigir com a nous propietaris del castell, situació que es va mantenir fins al 1375, quan el castell va tornar a mans dels comtes de Cardona.

### Trienni liberal: absolutistes i liberals
Al segle xix, el govern va eliminar les jurisdiccions feudals, i els Cardona van haver d'abandonar el castell. Durant el trienni liberal, el castell de Castellfollit de Riubregós va tornar a prendre relleu en la història. Va tenir lloc una nova guerra durant la qual va proporcionar un recer als batallaires. El duc de Cardona creia que el castell li pertanyia i els liberals no tenien dret a arrabassar-li. El va fer servir com a base d'operacions militars contra els liberals. L'any 1822, durant la persecució contra la regència d'Urgell, el comte de la Mina va arrasar tot el poble i va fer volar el castell. El que en va quedar és el que podem veure actualment. Allà mateix, Mina hi va plantar una pedra amb aquesta inscripció: «Aquí fue Castellfollit. Pueblos, tomad ejemplo. No abriguéis a los enemigos de la Patria» (Aquí hi hagué Castellfollit. Pobles, preneu exemple. No encobriu els enemics de la pàtria).